# Grebbestads IF
Der Grebbestads Idrottsförening (kurz. Grebbestads IF; deutsch Grebbestader Sportverein) ist ein schwedischer Fußballverein aus dem südwestschwedischen Tätort Grebbestad. Der Club trägt seine Heimspiele im 1966 eröffneten Siljevi 1 mit 1000 bis 1500 Plätzen aus.

## Geschichte
Die Fußballmannschaft des am 28. Mai 1922 gegründeten Grebbestads Idrottsförening spielte lange Zeit im unterklassigen Ligabereich, in den 1970er Jahren trat sie zeitweise in der dritthöchsten Spielklasse an. Mitte der 1990er Jahre ging der mittlerweile fünftklassig antretende Klub eine Spielgemeinschaft mit Tanums IF aus dem benachbarten Tanumshede ein, die Ende 1996 in die vierte Spielklasse aufstieg. Zwei Jahre später löste sich diese wieder auf, anschließend lief der Grebbestads IF in der vierten Liga auf. Nachdem sie Mannschaft 2002 wieder abgestiegen war, schwankte sie in der Folgezeit zwischen den Spielklassen und wurde 2006 Opfer einer Ligareform, als sie mit der Einführung der Division 1 als dritthöchster Spielklasse in die Fünftklassigkeit zurückgestuft wurde. In der folgenden Spielzeit verpasste der Klub dort den Klassenerhalt, schaffte aber nach dem Wiederaufstieg 2012 den Durchmarsch in die viertklassige Division 2, wo er sich auf Anhieb im vorderen Tabellendrittel festsetzte. Mit einem Punkt Vorsprung auf den FC Trollhättan gewann die Mannschaft 2017 ihre Viertligastaffel und stieg in die Division 1 auf. Mit einem Punkt Rückstand auf den 10. Tabellenplatz belegte der Liganeuling dort in der Südstaffel am Ende der Spielzeit 2018 als Tabellenvierzehnter einen Abstiegsplatz.